# Рич Крик (Вирџинија)
Рич Крик (енгл. Rich Creek) град је у америчкој савезној држави Вирџинија. По попису становништва из 2010. у њему је живело 774 становника.

## Демографија
Према попису становништва из 2010. у граду је живело 774 становника, што је 109 (16,4%) становника више него 2000. године.
| Група             | 2000.       | 2010.       |
| Белци             | 649 (97,6%) | 737 (95,2%) |
| Афроамериканци    | 9 (1,4%)    | 8 (1,0%)    |
| Азијати           | 2 (0,3%)    | 11 (1,4%)   |
| Хиспаноамериканци | 4 (0,6%)    | 13 (1,7%)   |
| Укупно            | 665         | 774         |